# Odontopera breviata
Odontopera breviata är en fjärilsart som beskrevs av Louis Beethoven Prout 1922. Odontopera breviata ingår i släktet Odontopera och familjen mätare. Inga underarter finns listade i Catalogue of Life.